# Kurī
Pour les articles homonymes, voir Kuri (homonymie).
Le Kurī  (terme issu du maori de Nouvelle-Zélande) est une race éteinte de chien polynésien introduite en Nouvelle-Zélande par les Maoris au cours de leurs migrations en provenance de la Polynésie, vers 1280. Il a été utilisé par les Maoris en tant que source de nourriture, ainsi que pour sa peau et ses poils pour la fabrication des manteaux en peau de chien appelé kahu kurī, de ceintures, d'armes décorative, et de poi.
Le Kurī a disparu de Nouvelle-Zélande un peu après l'arrivée des colons européens. Les derniers spécimens connus, une femelle et son petit, sont maintenant dans la collection du musée Te Papa Tongarewa.